# Zbigniew Chojnacki
Zbigniew Stanisław Chojnacki (ur. 8 kwietnia 1920 w Krakowie, zm. 5 marca 2005 tamże) – prawnik, przedsiębiorca, działacz społeczny i katolicki, starszy Arcybractwa Miłosierdzia w Krakowie w latach 1990–2005.
Urodził się w szlacheckiej rodziny herbu Trzaska jako jeden z pięciorga dzieci Józefa (1880-1973), doktora prawa i urzędnika kolejowego, oraz Anna zd. Kluger, bratanicy Wandy Pollerowej, właścicielki Hotelu Pollera w Krakowie. Ze względu na pracę ojca przeniósł się wraz z całą rodziną do Stanisławowa, a następnie do Radomia, gdzie zdał maturę. Po ukończeniu Szkoły Podchorążych Artylerii Przeciwlotniczej i Obrony Przeciwgazowej w Trauguttowie k. Brześcia n. Bugiem otrzymał stopień podporucznika. We wrześniu 1939 walczył jako dowódca baterii 7. Dywizjonu Artylerii Przeciwlotniczej, najpierw w Dęblinie, a następnie w składzie Samodzielnej Grupy Operacyjnej „Polesie” gen. Franciszka Kleeberga. Po bitwie pod Kockiem dostał się do niewoli niemieckiej, z której zbiegł do rodzinnego Krakowa. Tutaj rozpoczął konspiracyjne studia prawnicze, które ukończył w 1947 r. na Uniwersytecie Jagiellońskim.
W 1945 r. odziedziczył po swojej babce Hotel Pollera. Prowadził go do 1950 r., kiedy to hotel został upaństwowiony. W 1965 r. zdał egzamin na radcę prawnego. Oprócz pracy zawodowej angażował się w działalność społeczną, głównie na rzecz archidiecezji krakowskiej, w tym kościoła Arka Pana w Nowej Hucie. Od 1980 także na rzecz NSZZ „Solidarność” regionu małopolskiego i częstochowskiego. Wspólnie z prof. Wiesławem Chrzanowskim redagował statuty i inne dokumenty prawne. W 1989 r. przyczynił się walnie do reaktywowania działalności Arcybractwa Miłosierdzia w Krakowie. W 1990 r. został wybrany starszym Arcybractwa, funkcję tę pełnił do końca swoich dni. W 1992 r. założył Fundację Pro Humana Vita, a w 1995 r. Fundację Ratowania Kościoła Świętego Krzyża w Krakowie, zostając jej prezesem. Był też współzałożycielem Stowarzyszenia Rodzin Katolickich Archidiecezji Krakowskiej, które w 1996 r. wybrało go na honorowego prezesa. Wspierał wiele innych organizacji społecznych i charytatywnych, w tym Fundację im. Brata Alberta w Radwanowicach. Pochowany w grobowcu rodzinnym na Cmentarzu Rakowickim w Krakowie. Tablice go upamiętniające znajdują się w Schronisku dla Niepełnosprawnych w Radwanowicach i przy kościele św. Krzyża w Krakowie.

## Odznaczenia i nagrody
- Krzyż Pro Ecclesia et Pontifice – nadany przez papieża Pawła VI na wniosek metropolity krakowskiego kard. Karola Wojtyły (1975)[1]
- Order Świętego Sylwestra (2000) – nadany przez papieża Jana Pawła II[5]
- Srebrny Medal Cracoviae Merenti (2000)[6]
- Komandor Zakonu Rycerskiego Grobu Bożego w Jerozolimie[7]
- Nagroda im. Sługi Bożego Jerzego Ciesielskiego (2000)[8].

## Życie prywatne
W 1947 r. poślubił Janinę z Zimnalów, mieli ośmioro dzieci – czterech synów i cztery córki.